# DJuSSz-5-Mehaprom Donieck
DJuSSz-5-Mehaprom Donieck (ukr. Міні-футбольний клуб «ДЮСШ-5-Мегапром» Донецьк, Mini-Futbolnyj Kłub "DJuSSz-5-Mehaprom" Donećk) – ukraiński klub futsalu, mający siedzibę w mieście Donieck, na wschodzie kraju. W latach 1993–2001 występował w futsalowej Wyższej Lidze Ukrainy.

## Historia
Chronologia nazw:
- 1992: Janus-Donbas Donieck (ukr. «Янус-Донбас» Донецьк)
- 1993: Donbas Donieck (ukr. «Донбас» Донецьк)
- 1996: Donbas-Insport Donieck (ukr. «Донбас-Інспорт» Донецьк)
- 1997: Donbas Donieck (ukr. «Донбас» Донецьк)
- 1998: Szachtar Donieck (ukr. «Шахтар» Донецьк)
- 2005: DJuSSz-5-Arkada Donieck (ukr. «ДЮСШ-5-Аркада» Донецьк)
- 2007: DJuSSz-5 Donieck (ukr. «ДЮСШ-5» Донецьк)
- 2011: DJuSSz-5-Mehaprom Donieck (ukr. «ДЮСШ-5-Мегапром» Донецьк)
- 2012: Jenakijeweć-2 DJuSSz-5 Jenakijewe – po fuzji z Jenakijeweć Jenakijewe

Klub futsalu Janus-Donbas Donieck został założony w 1992 roku przez Mykołę Chajmurzina, dyrektora Szkoły Sportowej nr 5 "Megaprom" (ukr. «ДЮСШ-5-Мегапром»).
Klub powstał na bazie Szkoły nr 5, która występowała w amatorskich turniejach pod nazwą "Szachtar". W sezonie 1992/93 zespół startował w rozgrywkach o Puchar Ukrainy, gdzie dotarł do ćwierćfinału. W sezonie 1993/94 klub skrócił nazwę do Donbas Donieck i debiutował w Wyższej lidze, gdzie zajął 8. miejsce. W następnym 1995 roku był piątym, a w 1996 szóstym. W sezonie 1996/97 klub nazywał się Donbas-Insport Donieck i zajął 10. miejsce. W kolejnym sezonie 1997/98 klub przywrócił starą nazwę i zajął 11. miejsce. Ostatnie trzy sezony w Wyższej lidze klub występował pod nazwą Szachtar Donieck, jednak bez znaczących sukcesów: w sezonie 1998/99 i 1999/2000 osiągnął 9. miejsce, a w 2000/01 tylko 10. miejsce. Po zakończeniu sezonu latem 2001 klub zrezygnował z dalszych rozgrywek na najwyższym poziomie. W sezonie 2002/03 występował z nazwą Szachtar w drugiej lidze. Również nazwę Szachtar przyjął inny doniecki klub Ukrspław Donieck, który od sezonu 2001/02 zaczął zdobywać tytuły mistrza Ukrainy.
W sezonie 2005/06 klub przystąpił do rozgrywek pierwszej ligi z nazwą DJuSSz-5-Arkada Donieck. W 2007 zmienił nazwę na DJuSSz-5 Donieck. W sezonie 2010/11 klub nie uczestniczył w rozgrywkach pierwszej ligi. W następnym sezonie z nazwą DJuSSz-5-Mehaprom Donieck startował ponownie w pierwszej ligi. Po zakończeniu rozgrywek latem 2012 klub został farm klubem Jenakijeweć Jenakijewe i następnie występował jako Jenakijeweć-2 DJuSSz-5 Jenakijewe.

## Barwy klubowe, strój
| Czarny | Pomarańczowy |

Klub ma barwy pomarańczowo-czarne. Zawodnicy domowe spotkania zazwyczaj grali w pomarańczowych koszulkach, czarnych spodenkach oraz pomarańczowych getrach.

## Sukcesy

### Trofea międzynarodowe
Nie uczestniczył w rozgrywkach europejskich (stan na 31-05-2018).

### Trofea krajowe
| \| \| Zdobyte trofea w rozgrywkach Ukrainy (stan na: 31-12-2018) \| |                                                            |      |          |
| Rozgrywki                                                           | Osiągnięcie                                                | Razy | Sezon(y) |
| · Mistrzostwo                                                       | I miejsce                                                  | 0    |          |
| · Mistrzostwo                                                       | II miejsce                                                 | 0    |          |
| · Mistrzostwo                                                       | III miejsce                                                | 0    |          |
| · Mistrzostwo                                                       | 5. miejsce                                                 | 1    | 1994/95  |
| Puchar                                                              | zdobywca                                                   | 0    |          |
| Puchar                                                              | finalista                                                  | 0    |          |
| Puchar                                                              | ćwierćfinalista                                            | 1    | 1992/93  |
| II liga                                                             | I miejsce                                                  | 0    |          |
| II liga                                                             | II miejsce                                                 | 0    |          |
| II liga                                                             | III miejsce                                                | 0    |          |
| Ukraina                                                             | Zdobyte trofea w rozgrywkach Ukrainy (stan na: 31-12-2018) |      |          |

## Statystyki

### Rekordy klubowe
Stan na 31 maja 2018.
- Liczba sezonów w najwyższej klasie rozgrywkowej: 8 (1993/94–2000/01)

## Piłkarze, trenerzy, prezydenci i właściciele klubu

### Trenerzy
| Lp. | Imię i nazwisko   | Okres urzędowania | Okres urzędowania |
| --- | ----------------- | ----------------- | ----------------- |
| 1.  | Mykoła Chajmurzin | 1993              | 2001              |

## Struktura klubu

### Obiekt sportowy
Klub rozgrywał swoje mecze domowe w Hali Sportowej w Doniecku, która może pomieścić 1000 widzów.

### Sponsorzy
- "Insport"